# Odo Reuter

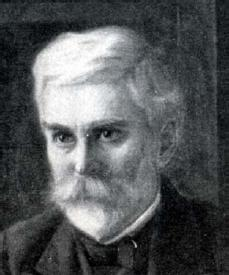
Portret

Odo Morannal Reuter (ur. 28 kwietnia 1850 w Turku, zm. 2 września 1913 tamże) – szwedzkojęzyczny fiński entomolog, specjalizujący się w hemipterologii, oraz poeta.

## Życiorys
Urodził się w 1850 roku w Åbo (ob. Turku). W 1867 roku rozpoczął studia na Imperialnym Uniwersytecie Aleksandra (ob. Uniwersytet Helsiński). W 1873 roku otrzymał tytuł magistra, a w 1876 lub 1877 roku stopień doktora. W latach 70. XIX wieku odbył wyprawę entomologiczną do Szkocji, w tym na Szetlandy i Orkany, zaś w następnej dekadzie wizytował liczne muzea historii naturalnej. Od 1877 wykładał zoologię na wspomnianej uczelni jako docent, a od 1882 roku jako profesor; na emeryturę odszedł stamtąd w 1910 roku z powodu pogorszenia stanu zdrowia. Zmarł w 1913 roku. 

## Dorobek
Reuter jest autorem około 500 publikacji naukowych, dotyczących głównie hemipterologii. Określany jest mianem „najbardziej wypływowego i płodnego heteropterologa wszech czasów”. Szczególnie duży wkład wniósł w poznanie tasznikowatych, dziubałkowatych, zajadkowatych i nabrzeżkowatych. W 1875 roku napisał krytyczną rewizję tasznikowatych Fennoskandii (Revisio critica Capsinarum...). W latach 1878–1896 opublikował pięciotomową, bogato ilustrowaną monografię tasznikowatych Europy Hemiptera Gymnoceratae Europae. W 1884 roku ukazała się jego monografia światowej fauny dziubałkowatych, Monographia Anthocoridarum orbis terrestris. W Hemipterologische spekulationen z 1905 roku oraz Beiträge zur Phylogenie und Systematik der Miriden z 1910 roku zaprezentował pierwszą, opartą na filogenezie systematykę tasznikowatych. Jako ważne jego dzieło z zakresu heteropterologii ogólnej wymieniane jest ponadto Revisio synonimica Heteropterorum palaearcticum. W jednej ze swoich ostatnich prac wprowadził nową systematykę całego podrzędu pluskwiaków różnoskrzydłych, która został powszechnie przyjęta z niewielkimi modyfikacjami.
Oprócz pluskwiaków zajmował się także innymi grupami owadów, a podczas wyprawy do Szkocji zbierał wszystkie ich rzędy. O gryzkach pisał w Corrodentia fennica z 1893 roku, o siatkoskrzydłych w Neuroptera fennica z 1894 roku, o bezskrzydłych w Apterygogenea fennica z 1895 roku, a o wciornastkach w Thysaunoptera fennica z lat 1898–1899. W opublikowanej w 1913 roku pracy Lebensgewohnheiten und Instinkte der Insekten wprowadził do biologii termin „parazytoid” z myślą o owadziarkach.
Poza zoologią zajmował się pisaniem poezji. Jest autorem sagi Katarzyny Månsdotter oraz czterech tomów pieśni lirycznych.